# Wahlen (Bazylea-Okręg)
Wahlen (gsw. Wahle) – gmina (niem. Einwohnergemeinde) w północnej Szwajcarii, w kantonie Bazylea-Okręg, w okręgu Laufen. 31 grudnia 2020 roku liczyła 1 500 mieszkańców. 